# Hipparcos
Hipparcos (High Precision Parallax Collecting Satellite) war ein Satellit für Zwecke der Astrometrie. Er wurde nach dem griechischen Astronomen Hipparch von Nicäa benannt, der erstmals einen Sternkatalog mit über 1000 Sternen erstellte und die Veränderlichkeit der Sternörter entdeckte.

## Verlauf der Mission
Hipparcos wurde am 8. August 1989 zusammen mit dem deutschen Fernsehsatelliten TV-SAT 2 an Bord einer Ariane 44LP gestartet. Der Satellit erreichte planmäßig die vorgesehene Geostationäre Transferbahn (Geostationary Transfer Orbit, GTO), in der sein Abstand von der Erde zwischen 223 und 35.652 km variierte. Allerdings zündete der MARGE-II-Apogäumsmotor von Hipparcos nicht und der Satellit verblieb in seiner GTO-Umlaufbahn, anstatt wie vorgesehen eine geostationäre Umlaufbahn zu erreichen, von der aus Messungen wechselseitiger Winkelabstände von etwa 120.000 Sternen mit bis dahin unerreichter Präzision vorgenommen hätten werden sollen. Als Position über dem Äquator war 12° West geplant.
Ursprünglich war vorgesehen, dass der Satellit geostationär betrieben würde und täglich 24 Stunden lang fast ununterbrochen Daten mit der Bodenstation Odenwald austauschen könnte. Durch die nun elliptische Bahn befand sich der Satellit zeitweise im Van-Allen-Gürtel und konnte in dieser Zeit keine brauchbaren Daten sammeln. Insgesamt war nur ein Kontakt für weniger als zehn Stunden pro Tag möglich. Für den Kontakt zum Satelliten mussten abweichend zur Planung die ESA-Stationen Odenwald, Kourou (Französisch-Guyana), Perth und Goldstone der NASA eingesetzt werden. Das Europäische Weltraumastronomiezentrum in Spanien diente als Backup für die Station Odenwald. Die Stationen in Perth und Goldstone mussten zu diesem Zweck mit zusätzlicher Empfangstechnik nachgerüstet werden.
Mit Hilfe eines aus diesem Anlass entwickelten neuen Beobachtungsprogramms, für das freilich eine längere Messphase nötig war als ursprünglich vorgesehen, gelang es, den Satelliten seine Messungen von der ungünstigeren Umlaufbahn des GTO aus vornehmen zu lassen. Zuvor war die Umlaufbahn mit Hilfe der eigentlich nur für kleinere Kurskorrekturen vorgesehenen Hydrazin-Korrekturtriebwerke leicht vergrößert worden, so dass der Satellit die Erde nunmehr im Abstand zwischen 526 und 35.900 km Höhe umkreiste. Diese Korrektur war notwendig, da Reibungseffekte der Restatmosphäre in den erdnäheren Regionen der Bahn den Satelliten sonst zu stark gebremst hätten. Auf diese Weise konnten bis zum Betriebsende im Juni 1993 Messungen vorgenommen werden, welche die ursprünglich gesteckten Ziele sogar übertrafen.  Insgesamt wurden 1000 Gbits an Daten empfangen.
Für die Hipparcos-Mission erhielten die Initiatoren Erik Høg, Lennart Lindegren (Lund) und die Franzosen Jean Kovalevsky und Catherine Turon 1999 die ESA Director of Science Medal. Zu den wissenschaftlichen Leitern gehörte auch Michael Perryman, der mit Lindegren die Nachfolgemission Gaia entwarf und mit Lindegren den Shaw-Preis 2022 für Gaia und Hipparcos erhielt.

## Messtechnik
Für die genaue Bestimmung der Sternpositionen war in Hipparcos ein Schmidt-Teleskop mit 29 cm Spiegeldurchmesser und 1,4 m Brennweite und einem Sichtfeld von 0,9° × 0,9° eingebaut; mit Hilfe eines zusätzlichen Spiegels wurden gleichzeitig zwei Himmelsregionen im Abstand von 58° abgebildet. In der Brennebene wurde ein Gitter (8,2 μm Linienabstand; entspricht 1,2″) platziert, durch das bei der langsamen Drehung des Satelliten die Sternhelligkeit periodisch moduliert wurde; das durchgelassene Licht wurde gemessen. Der Satellit sollte sich in seiner Position innerhalb von zwei Stunden einmal um die eigene Achse drehen und kontinuierlich Messungen durchführen, dabei sollte die Drehachse langsam verändert werden, so dass der gesamte Himmel abgedeckt wurde. Für die Auswahl der Sterne wurde der Hipparcos Input Catalogue geschaffen, der eine Auswahl von 120.000 Sternen enthielt, die mit dem Beobachtungsprogramm erfasst werden sollten. Für die Messungen des Hauptkatalogs wurde eine image dissector tube, eine Spezialform eines Photomultipliers mit einstellbarem „Blickfeld“ verwendet; damit wurde jeweils nur ein Stern erfasst; andere Sterne, deren Licht auch auf das Gitter fiel, konnten ausgeblendet werden. Aus den Helligkeitsmodulationen konnten die Sternpositionen zueinander in Drehrichtung bestimmt werden; für die schlussendlichen Positionsdaten waren komplexe Ausgleichungsrechnungen und der Anschluss an Positionsdaten erdgebundener Observatorien notwendig. Die Daten des Sternensensors wurden für den Tycho-Katalog herangezogen; sie waren ein Nebenprodukt der Mission.

## Missionsdaten
Insgesamt bestimmte der Satellit über 2,5 Millionen Sternörter, 118.000 davon mit Koordinaten und Bewegungen in einer Genauigkeit, die dem Winkeldurchmesser eines Golfballs aus 5000 km Abstand entspricht. Die Hipparcos-Daten (300 Gigabyte) leiteten – neben den automatisierbaren Messmethoden mit heutigen CCD-Sensoren – die Renaissance der Astrometrie ein und gaben schon im Jahr der Publikation Stoff für Hunderte von Aufsätzen von mehr als 1.000 Astronomen.
Das primäre Ergebnis sind also Positionen der gemessenen Sterne, die zu mehreren Mess-Zeitpunkten (Epochen) bestimmt wurden. Aus zeitlich weit auseinander liegenden Epochen können Eigenbewegungen abgeleitet werden, aus Positionen im Abstand von halben Jahren die Parallaxen und damit die Entfernungen der Sterne. Zum Auffinden der Kandidatensterne benötigte Hipparcos bereits so genaue Positionen, dass umfangreiche Vorarbeiten mit irdischen Teleskopen nötig waren.

## Hipparcos- und Tycho-Kataloge
Hipparcos war für die Astrometrie ein bedeutender Meilenstein: Die Örter, Parallaxen und Eigenbewegungen von 118.000 Sternen wurden mit einer zuvor unerreichten Präzision von etwa 0,001″, also einer Millibogensekunde (mas), gemessen; sie sind im Hipparcos-Katalog verzeichnet und im Internet verfügbar. Darüber hinaus vermaß ein zweites Instrument an Bord über 2,5 Millionen Sterne. Mehr als eine Million Objekte finden sich mit immer noch beachtlichen ±0,02″ im Tycho-1-Katalog von 1997. Der Tycho-Katalog erfuhr noch eine Überarbeitung der gesammelten Daten mit einer verbesserten Datenreduktion. Auf diese Weise konnte die Genauigkeit gesteigert werden und die Zahl der Objekte im Tycho-2-Katalog wuchs auf über 2,5 Millionen.
Der Hipparcos-Katalog und die beiden Tycho-Kataloge waren bis zur Veröffentlichung der Ergebnisse der Gaia-Mission die beste Realisation des neuen Referenzkoordinatensystems am Himmel ICRF. Die Positionen von 100.000 hellen Sternen bis zu einer Magnitude von 11,5 bildeten einen neuen Bezugsrahmen, den Hipparcos Celestial Reference Frame (HCRF) mit der Genauigkeit von 1 mas. Sie erlauben nun auch Hobbyastronomen, mit Teleskop und Digitalkamera genau und halbautomatisch jedes Himmelsobjekt einzumessen.
Hipparcos konnte während seiner dreijährigen Funktionsdauer mehrmals Asteroiden beobachten. Sie wurden mit präzisen Meridiankreis-Messungen (La Palma und Bordeaux) zu Bahnbestimmungen kombiniert, die Genauigkeiten von 0,04″ oder 75 m erreichen. Weiter wurden vom Satelliten Hipparcos im Rahmen des Tycho-Katalogs auch Magnituden bestimmt.

## Nachfolgemissionen
Das DIVA-Projekt des DLR, das als Vorbereitung zu Gaia geplant war, wurde aus finanziellen Gründen abgebrochen. Alle Ziele dieser Mission konnten auch mit Gaia erreicht oder übertroffen werden.
Als Nachfolger startete Gaia 2013 zum Lagrangepunkt L2. Für Gaia DR1 wurden die ersten Ergebnisse der Gaia-Mission mit den Daten der Hipparcos-Mission kombiniert und damit Tycho-Gaia Astrometric Solution (TGAS) mit Position, Parallaxe (Entfernung) und Winkelgeschwindigkeit für mehr als 2 Millionen Sterne realisiert. Dabei wurde für die Position eine Genauigkeit von 0,3 mas erreicht.
Die weiteren Veröffentlichungen der Gaia-Mission berücksichtigen keine Daten mehr aus der Hipparcos-Mission und sollen Genauigkeiten bis in den Bereich von 25 Mikrobogensekunden erreichen. Gaia übertrifft Hipparcos in der Zahl der vermessenen Objekte um ungefähr das Tausendfache. Gaia DR1 enthält 1,1, Gaia DR2 1,7 und Gaia DR3 enthält 1,8 Milliarden Objekte. Gaia misst die Magnitude in drei unterschiedlichen Bereichen und kann zusätzlich Spektren aufnehmen und damit Farben, Spektralklassen, Radialgeschwindigkeiten und viele weitere astrophysikalische Eigenschaften bestimmen, was mit Hipparcos noch nicht möglich war.